# Karol Sienkiewicz (krytyk sztuki)
Karol Sienkiewicz (ur. 1980) – polski krytyk i historyk sztuki.

## Życiorys
Ukończył studia magisterskie w Instytucie Historii Sztuki Uniwersytetu Warszawskiego (2006). Krytyk i historyk sztuki, redaktor książek oraz autor licznych tekstów o sztuce współczesnej. Jeden z założycieli studenckiego magazynu „Sekcja”. Wspólnie z Kasią Redzisz opracował tom tekstów o sztuce lat 80. autorstwa Andy Rottenberg Przeciąg: teksty o sztuce polskiej lat 80. (2009) oraz wydał książkę Świadomość Neue Bieriemiennost (2012). Od 2015 prowadzi własnego bloga, gdzie zamieszcza teksty krytyczne o sztuce współczesnej.
Współpracuje z portalem Culture.pl, „Przekrojem” i „Dwutygodnikiem”. Członek Sekcji polskiej AICA Międzynarodowego Stowarzyszenia Krytyki Artystycznej.
Autor książek Patriota wszechświata. O Pawle Althamerze (2017) oraz Zatańczą ci, co drżeli. Polska sztuka krytyczna (2014).
Laureat Nagrody Krytyki Artystycznej im. Jerzego Stajudy za 2011 rok.

## Publikacje
- Świadomość Neue Bieriemiennost,, wspólnie z Kasią Redzisz, Warszawa, Wydawnictwo Open Art Projects, 2012, ISBN 978-83-927285-6-6
- Zatańczą ci, co drżeli. Polska sztuka krytyczna, Warszawa-Kraków, Wydawnictwo Karakter, 2014, ISBN 978-83-62376-67-4
- Patriota wszechświata. O Pawle Althamerze, Warszawa-Kraków, Wydawnictwo Karakter, 2017, ISBN 978-83-65271-65-5
- red. Karol Sienkiewicz, Odrzucone dziedzictwo. O sztuce polskiej lat 80., e-publikacja[13]